# Neoehrlichios
Neoehrlichios är en fästingburen infektion som orsakas av bakterien Neoehrlichia mikurensis. Sjukdomen leder vanligen till feber och kan orsaka olika sorters tromboembolism eller arterit. Den kan också orsaka utdragen feber, nattliga svettningar, muskelvärk och hudutslag. I Sverige konstaterades det första fallet i Göteborg 2010. I vissa fall är infektionen asymptomatisk.

## Diagnosticering
Sjukdomen konstateras genom ett PCR-test. Eftersom Neoehrlichia mikurensis är en intracellulär bakterie (som utvecklas inuti cellerna snarare än utanför dem), kan den inte konstateras med sedvanliga mikrobiologiska analysmetoder. Detta förhållande, tillsammans med det faktum att den fortfarande är en tämligen okänd sjukdom, antas leda till att många fall inte upptäcks under månader eller år, eller missas helt.

## Epidemiologi
Tidigare trodde man att neoehrlichios bara drabbade personer med nedsatt immunförsvar. Senare studier antyder dock att även helt friska personer kan drabbas. Sjukdomen drabbar dock företrädesvis de med nedsatt immunförsvar. Till specifika riskfaktorer för insjuknande hör B-cellslymfom, avsaknad av mjälte och immunmodulerande behandling som påverkar B-celler, särskilt rituximab.
Det första fallet av sjukdomen upptäcktes i Sverige 2010. Ytterligare studier har visat att sjukdomen förekommer i mellersta och södra Sverige, samt i delar av Finland.

## Behandling
Neoehrlichios kan behandlas med doxycyklin eller rifampicin i tablettform. Behandling leder vanligtvis till tillfrisknande inom en vecka.